# Fonterra
Fonterra Co-operative Group Limited är ett nyzeeländskt multinationellt mejerikooperativ som står för omkring 30% av all världens export av mejeriprodukter. De säljer sina varumärken i 140 länder världen över. Mejerikooperativet ägs av omkring 10 000 mjölkbönder.
Fonterra  grundades den 16 oktober 2001 när mejerikooperativen Kiwi Co-operative Dairies och New Zealand Dairy Group fusionerades tillsammans med organisationen New Zealand Dairy Board. NZDB var ett exportråd som hade hand om all nyzeeländskt mejeriexport mellan 1923 och till fusionen ägde rum. Det nya mejerikooperativet skulle heta Globalco (stiliserat som GlobalCo) men bara drygt två månader senare ändrade man sig och bytte till det nuvarande. Initialt sa Nya Zeelands konkurrensmyndighet nej till fusionen eftersom det nya företaget skulle skapa ett monopsoni på den nyzeeländska mejerimarknaden. Den gick igenom dock när landets regering och parlament lade sig i och drev igenom lagen Dairy Industry Restructuring Act 2001, som avreglerade den nyzeeländska mejerimarknaden.
För 2018 hade Fonterra en omsättning på omkring NZ$20,4 miljarder och en personalstyrka på runt 22 000 anställda. Deras huvudkontor ligger i Auckland.